# مارتن شكريلي
مارتن شكريلي (بالإنجليزية: Martin Shkreli)‏‏ (مواليد 1983) هو رجل أعمال أمريكي في مجال الأدوية. وهو الرئيس التنفيذي السابق ومؤسس مشارك لشركة تورنغ للأدوية. في سنة 2015 تلقى شكريلي انتقادات واسعة لقيامه برفع سعر دواء دارابريم المضاد للطفيليات لمرضى السرطان والإيدز، وذلك برفعه في الولايات المتحدة من (13.5$ للحبة) إلى (750$ للحبة). في ديسمبر 2015 أُلقي القبض عليه من قِبل مكتب التحقيقات الفدرالي (FBI) بتهمة الاحتيال بأوراق مالية، خرج بعدها بكفالة مالية مقدارها 5 ملايين دولار، واستقال من منصب المدير التنفيذي لشركة تورنغ للأدوية.